# Postbudet ringer altid to gange (film fra 1981)
 For alternative betydninger, se Postbudet ringer altid to gange. (Se også artikler, som begynder med Postbudet ringer altid to gange)
Postbudet ringer altid to gange er amerikansk kriminalfilm fra 1981 instrueret og produceret af Bob Rafelson. Der er tale om en filmatisering af James M. Cains roman af samme navn med Jack Nicholson og Jessica Lange i de to centrale roller.

## Handling
Frank (Jack Nicholson) er en vagabond i 1930'ernes USA. Han kommer ind på et landevejscafeteria for at få en bid brød og ender med at få et job der. Cafeteriaet drives af den smukke unge Cora (Jessica Lange) og hendes meget ældre mand Nick Papadakis (John Colicos), en græsk immigrant. Cora og Frank har nu en affære, da Cora er træt af sin situation, hvor hun er gift med en mand, hun ikke elsker, og arbejder i et cafeteria, hun ønsker selv at eje og forbedre. Sammen med Frank planlægger Cora nu at myrde Nick, så hun kan starte et nyt liv og samtidig beholde cafeteriaet. Deres første forsøg mislykkes, men i anden omgang har de held med deres forehavende.
Den lokale anklager har mistanke til, hvad der faktisk er sket, men har ikke beviser på det. Han prøver nu at sætte Frank og Cora op mod hinanden ved alene at anklage Cora for mordet. Selv om det også lykkes, forhindrer et smart træk fra Coras advokat, at en fuld tilståelse fra Cora gives til anklageren. Da hans taktik ikke lykkes, må anklageren sætte Cora på fri fod. Hun og Frank slår nu pjalterne sammen trods et noget kaotisk indbyrdes forhold, og de planlægger en fælles fremtid. Men netop som de ser ud til at kunne leve lykkeligt til deres dages ende, omkommer Cora i en bilulykke.

## Medvirkende
- Jack Nicholson – Frank
- Jessica Lange – Cora
- John Colicos – Nick
- Michael Lerner – Mr. Katz
- John P. Ryan – Kennedy
- Anjelica Huston – Madge
- William Trackett – Sackett

## Produktion
Filmens instruktør, Bob Rafelson, var i store karrieremæssige problemer, da han blev fyret af 20th Century Fox i forbindelse med indspilningen af Brubaker. Hans ven Jack Nicholson foreslog ham nu som instruktør på denne film, og det satte gang i Rafelsons karriere igen.
I filmen forekommer en heftig kærlighedsscene, der udspiller sig mellem Cora og Frank på et køkkenbord. Den er så intens på lærredet, at mange mente, at Nicholson og Lange måtte have samleje i scenen, men dette er hårdnakket benægtet af alle involverede efterfølgende. 
Filmen er relativt trofast over for romanforlægget, idet dog slutningen er ændret. I romanen dømmes Frank for mordet på Cora, hvilket er ironisk, da hun faktisk dør i en ulykke.

## Modtagelse
Postbudet ringer altid to gange havde premiere uden for konkurrence på filmfestivalen i Cannes i 1981. Den fik ved premieren overvejende dårlig kritik, idet den blev sammenlignet med filmatiseringen fra 1946. Mange kritikere mente, at slutningen var svag.
Senere er filmen i nogen grad blevet rehabiliteret.. Christian Braad Thomsen har filmen med som en af hundrede, han beskriver i bogen Drømmefilm, og han giver den blandt andet følgende ord med på vejen: "Postbudet ringer altid to gangen har vundet betydeligt ved at blive genindspillet."

## Andre versioner
Ud over romanen og den amerikanske film fra 1946 er der lavet følgende versioner af filmen:
- Ossessione – italiensk film fra 1943
- Postbudet ringer altid to gange – opera fra 1982
- Jerichow – tysk film fra 2008